# Sarnico
Sarnico är en ort och kommun i provinsen Bergamo i regionen Lombardiet i Italien. Kommunen hade 6 756 invånare (2018). Sarnico är känt för tillverkning av Riva-båtar.